# Pozsonyi-hegy
A Pozsonyi-hegy egy magaslat a Budai-hegységben, Budapest XII. kerületének legészakibb pontja közelében. A János-hegy tömbjének része, annak északi hegyorra. Ritkán válik önálló kirándulási célponttá, viszont a János-hegy csúcsát északi irányból megközelítő túraútvonalak legtöbbje áthalad a hegyen, gyakran a 407 méter magas csúcs közvetlen közelében is.
A Pozsonyi-hegy térsége régi gyógyhely: a hegy délnyugati lejtőin hozta létre Korányi Frigyes 1880-ban az Erzsébet Királyné Szanatóriumot, amely, azóta sokszor átalakított, bővített formában, időközben az alapító nevét felvéve, Országos Korányi Pulmonológiai Intézet néven ma is működik. A tüdőbetegek számára létrehozott, ma is leginkább légúti panaszokat kezelő szanatórium területét épp a Pozsonyi-hegy fölötte magasodó gerince óvta és óvja meg ma is a főváros szennyezett levegőjétől.

## Elnevezése
Korábban az egész János-hegyet Pozsonyi-hegynek hívták, mivel a tetejéről jó időben állítólag Pozsonyig el lehetett látni. A mai névhasználat csak az 1900-as évek elején rögzült, azóta a hegy főtömbje – egyben a főváros legmagasabb természetes kiemelkedése – a János-hegy nevet viseli, a Pozsonyi-hegy elnevezés pedig az északnyugati vonulat neveként maradt meg. A „János” előtag eredete egyébként bizonytalan, illetve több alternatív magyarázat is létezik rá.

## Megközelítése
A Pozsonyi-hegy csúcsa alig pár száz méterre emelkedik az országos közútként 8102-es számmal számozódó Budakeszi út legmagasabb pontjától, amit az út e hegy lefutása és a Nagy-Hárs-hegy tömbje közötti nyeregben ér el. Így a hegy alig pár perces sétával elérhető a Budakeszi úton közlekedő „kék” és helyközi autóbuszok (22-es, 22A, 222-es, 795-ös stb.) Szépjuhászné megállójától, illetve az utat ugyanott keresztező Gyermekvasút Szépjuhászné állomásától. Úgy a Szépjuhászné-nyereg térsége, mint a mai János-hegy egész hegytömbje is már a 19. század közepétől Buda és Pest lakóinak egyaránt kedvelt kirándulóhelye volt.

## Élővilág
A Pozsonyi-hegyet, a János-hegy főtömbjének egyéb részeihez hasonlóan főként 160-180 éves bükkös és gyertyános-kocsánytalan tölgyes erdők borítják, helyenként fiatalabb erdőfoltokkal tarkítva; növény- és állatvilága is a János-hegyéhez hasonló.